# Karmir
Karmir är ett berg i Armenien.   Det ligger i provinsen Vajots Dzor, i den södra delen av landet, 90 kilometer sydost om huvudstaden Jerevan. Toppen på Karmir är 2 309 meter över havet, eller 94 meter över den omgivande terrängen. Bredden vid basen är 0,44 km.
Terrängen runt Karmir är kuperad åt sydost, men åt nordväst är den bergig. Närmaste större samhälle är Yeghegnadzor, 16,9 kilometer nordost om Karmir. 
Trakten runt Karmir består i huvudsak av gräsmarker. Runt Karmir är det ganska tätbefolkat, med 86 invånare per kvadratkilometer.